# Трзај (физика)
Трзај (енгл. jerk) je векторска величина, која карактерише брзину којом се убрзање објекта мења у односу на време. Трзај се обично означава симболом ј и изражава се у м/с (СИ јединице) или стандардној гравитацији у секунди (г / с).

## Трзај у кинематици
Трзај се може изразити као први временски дериват убрзања, други временски дериват брзине и трећи временски дериват положаја: 
{\displaystyle {\vec {\jmath }}={\frac {d{\vec {a}}}{dt}}={\frac {d^{2}{\vec {v}}}{dt^{2}}}={\frac {d^{3}{\vec {r}}}{dt^{3}}},}
де: {\displaystyle {\vec {a}}} — убрзање,
{\displaystyle {\vec {v}}} — брзина,
{\displaystyle {\vec {r}}} — радијусс-вектор.
Сходно томе, формуле за кретање са сталним трзањем ће изгледати овако:
{\displaystyle a(t)=a_{0}+jt,}
{\displaystyle v(t)=v_{0}+a_{0}t+{\frac {1}{2}}jt^{2},}
{\displaystyle x(t)=x_{0}+v_{0}t+{\frac {1}{2}}a_{0}t^{2}+{\frac {1}{6}}jt^{3}.}
Ове формуле се могу генерализовати на више деривате радијус-вектора, уводећи следеће појмове у низ степена у разлагање силе. Традиционално или једноставно ради погодности због честе употребе, прва 3 коефицијента у распореду имају своја имена: "брзина", "убрзање" и "трзај".

## Електродинаміка
Сила која делује на убрзавајући набој (трење зрачења или реакција зрачења) пропорционална је трећој изведеници координате (тј. Првој деривацији убрзања) у односу на време. 
{\displaystyle {\vec {F}}={\frac {q^{2}}{6\pi \epsilon _{0}c^{3}}}\cdot {\frac {d^{3}{\vec {r}}}{{dt}^{3}}}} (в системі SI).

### Транспорт
Концепт кретања користи се при превозу путника, као и крхког и вредног терета.
Путник се прилагођава убрзању напрезањем мишића и прилагођавањем држања. Како се убрзање мења, природно се мења и његово држање. Путнику је потребно дати времена да реагује и промени га - у супротном ће стојећи путник изгубити равнотежу, а седећи ће ударити. Типичан пример је тренутак потпуног заустављања вагона у метроу након процеса кочења: путници који стоје, који су се нагнули напред током процеса кочења, немају времена да се прилагоде новом убрзању које се јавља у тренутку заустављања, и нагињу се назад.
Слично, оптерећење на које се примењује убрзање деформише. Честе и брзе промене убрзања значе честе и брзе деформације, које могу довести до уништења крхког терета. Део трзаја се може смањити употребом амбалаже која апсорбује ударце.
За многе уређаје и уређаје у техничким условима гранична вредност трзаја је стандардизована.
Деривати вишег реда ретко се користе у транспорту. Познати случај када је вектор радијуса истражен до четврте деривације је лансирање Хубловог телескопа у орбиту 

### У теоријској механици
Користи се у методу Стермера — Верла за брзо нумеричко решење  Диференцијалне једначине кретања  материјалне тачке.
У чланку И. Смулског "Астероид Апопхис, еволуција орбите и могућа употреба" користе се деривати до шестог реда и Тејлоров полином у прорачунским програмима.
У делу финског математичара К. Сундман, посвећеном решавању проблема три тела, користе се виши деривати и серије.
Концепт трзаја такође се користи у проблему израчунавања  угаоне брзине и угаоних убрзања карика  шарка са четири карике-у ситуацији када све шарке леже на истој правој линији..